# Пешадијска јуришна значка
Пешадијска јуришна значка (немачки Infantierie-Sturmabyeichen) је била немачко војно одликовање у Другом светском рату.

## Историја одликовања
Одликовање је установио фелдмаршал Валтер фон Браухич 20. децембар 1939. године, а обликовао га је Ц. Е. Јункер из Берлина. Првобитно је то била значка која се додељивала у сребној боји и добио би је сваки војник пешадије који је достигао одређени степен оспособљености. Касније у токи рата је установљена и бронзана значка са истим критеријумима за припадника тенковских и јединица моторизоване пешадије. Кроз цео рат је подељено око 941.000 значки ове врсте.

## Опис
Значка је састављена од овалног венца храстовог лишћа (лишће је шире на странама лука) који на дну повезује трака са пет вертикално поређаних дугмића. На врху је орао који у канђама држи свастику - кукасти крст. Сваки храстов лист на дршци има по два жира. Дијагонално по средини значке се налази минијатура пушке Маузер К98 са бајонетом. Кундак пушке се налази у доњем десном, а бајонет у горњем левом рубу венца, штрчећи помало преко руба. Ремен пушке виси тако са ствара лук који лепо попуњава празан простор значке. Знак је израђен изузуетно прецизно почевши од листова па све до последљег детаља на пушци.
Значка је димензија 46 милиметра ширине и 63 милиметра висине и благо конвексног облика. Израђена је у две варијанте: рељефна (са шупљом задњом страном) и пуна. На задњој страни у горњем делу је причвршћена игла а на доњој гвоздени држач игле. Облик и патент затварања су зависили од произвођача.

## Материјали употребљени при изради значке
Материјали употрбљени при изради значке су били веома различити. Раније значке су израђене од квалитетних изливака који су били изливени у калупе под притиском или израђене техником ковања и касније цинковане или бронзоване. Касније у рату су због недостатка квалитетних материјала почели да се користе мање квалитетнији одливци који су само префарбани одговарајућом бојом.

## Израђивачи значки
Значке су кроз рат производиле многе фирме које су биле под државним надзором и имале су своје разпознатљиве ознаке које нису биле обавезно утиснуте у значке.
| Скраћеница | Назив фирме | Место               |
| ---------- | ----------- | ------------------- |
|            |             | Лиденшајд - Немачка |
|            |             | Беч - Аустрија      |
|            |             | ?                   |
|            |             | ?                   |
|            |             | Јаблонец - Чешка    |
|            |             | Лиденшајд - Немачка |
|            |             | Хамбург - Немачка   |
|            |             | Јаблонец - Чешка    |
|            |             | Беч - Аустрија      |
|            |             | Беч - Аустрија      |
|            |             | Јена - Немачка      |
|            |             | Лиденшајд - Немачка |
|            |             | Берлин - Немачка    |
|            |             | Грунвалд - Пољска   |
|            |             | Дрезден - Немачка   |
|            |             | Лиденшајд - Немачка |

## Критеријуми за добијање значке
- - Сребрна значка

- Учествовање у три или више јуриша.
- Учествовање у три или више пешадијских контранапада.
- Учествовање у три или више борбених извиђачких операција.
- Учествовање у борби човек на човека у офанзивној акцији.
- Истрајање на освојеном борбеном положају три или више дана.

- - Бронзана значка

- Учествовање у три или више јуриша моторизоване пешадије.
- Учествовање у три или више контранапада моторизованих јединица.
- Учествовање у три или више борбених извиђачких операција.
- Учествовање у борби човек на човека у офанзивној акцији.
- Истрајање на освојеном борбеном положају са својом јединицом три или више дана.

## Додељивање и ношење значке
Обе значке су додељиване само на основу борбених искуства које је потврдио а затим и предложио најмање пуковник или заменик команданта пука, коме су припадали предложени војници. Значка се додељивала директно на фронту и била је издана заједно са уредним документом на коме је било исписано име и презиме добитника значке као и датум и јединица којој је припадао. На документу није било података о разлогу додељивања. Сама значка је дељена у браон папирнатој кесици на којо је писало име знака.
Значка се као и већина немачких ратних одликовања носила на левом прсном џепу - постојала је и минијатура значке, за ношење на цивилном оделу.
По закону из 1957. године, људи који су одликовани овом значком су смели да носе одликовање у прерађеној варијанти која је била иста као оригинал, с тим што је избачена свастика - кукасти крст.